# شركات - د
شركة - د (بالإنجليزية: D-Company)‏ هي شركة تعمل في الجريمة المنظمة قام بتأسيسها داود إبراهيم وتقوم بعمليات ممنوعة دولياً مثل بيع الأسلحة وتهريب المعادن وغسيل الأموال، وقد صنفت ضمن قوائم الأرهاب بعد تفجيرات مومباي 1993 م.